# Rozières-en-Beauce
Rozières-en-Beauce è un comune francese di 187 abitanti situato nel dipartimento del Loiret nella regione del Centro-Valle della Loira.

## Società

### Evoluzione demografica
Abitanti censiti